# 穆沙涅齊 (留波姆區)
51°20′51″N 24°10′52″E / 51.34750°N 24.18111°E
穆沙涅齊（烏克蘭語：Мшанець），是烏克蘭的村落，位於該國西部沃倫州，由科韋利區負責管轄，面積1.38平方公里，海拔高度187米，2001年人口238，人口密度每平方公里172.46人。